# Puchar Federacji Bośni i Hercegowiny w piłce siatkowej mężczyzn (2022)
Puchar Federacji Bośni i Hercegowiny w piłce siatkowej mężczyzn 2022 – rozgrywki o siatkarski Puchar Federacji Bośni i Hercegowiny zorganizowane przez Związek Piłki Siatkowej Federacji Bośni i Hercegowiny. Zainaugurowane zostały 5 października 2022 roku.
Rozgrywki składały się z ćwierćfinałów, półfinałów i finału. We wszystkich rundach rywalizacja toczyła się w systemie pucharowym, a o awansie decydowało jedno spotkanie.
Finał odbył się 26 listopada 2022 roku w hali sportowej ośrodka szkolnego Fra Martina Nedicia (dvorana školskog centra Fra Martina Nedića) w Orašje. Trzeci raz z rzędu Puchar Federacji Bośni i Hercegowiny zdobył HOK Domaljevac, który w finale pokonał OK Bosna Sarajewo. Obaj finaliści zapewnili sobie udział w Pucharze Bośni i Hercegowiny.

## System rozgrywek
Puchar Federacji Bośni i Hercegowiny 2022 składał się z ćwierćfinałów, półfinałów i finału. Nie był grany mecz o 3. miejsce. We wszystkich rundach rywalizacja toczyła się w systemie pucharowym, a o awansie decydowało jedno spotkanie. Przed każdą rundą odbywało się losowanie wyłaniające pary meczowe.

## Rozgrywki

### Ćwierćfinały
| 05.10.2022 18:00 (UTC+2) | OK Bosna Sarajewo | 3:0 (25:19, 25:17, 25:18) | OK Ilidža | Mala dvorana KSC Skenderija, Sarajewo Sędziowie: Zdravko Jakiša i Adnan Abadžija |

| 05.10.2022 19:00 (UTC+2) | OK Napredak Odžak | 1:3 (19:25, 17:25, 25:20, 17:25) | HOK Domaljevac | Sportska dvorana Srednje škole Pere Zečevića, Odžak Sędziowie: Armin Mujkić i Emina Mujić |

| 05.10.2022 19:00 (UTC+2) | MOK Jedinstvo Brčko | 0:3 (15:25, 22:25, 23:25) | OK Kakanj 78 | Sportska dvorana JU Gimnazija Vaso Pelagić, Brczko Sędziowie: Muris Osmić i Edin Begović |

### Półfinały
| 12.10.2022 19:00 (UTC+2) | OK Bosna Sarajewo | 3:1 (25:16, 24:26, 25:10, 25:17) | OK Ilijaš | Mala dvorana KSC Skenderija, Sarajewo Sędziowie: Adnan Kološ i Melisa Hajdarević |

| 12.10.2022 18:00 (UTC+2) | HOK Domaljevac | 3:0 (25:21, 29:27, 25:14) | OK Kakanj 78 | Sportska dvorana Školskog centra fra Martina Nedića, Orašje Sędziowie: Admir Lolić i Damir Halilović |

### Finał
| 26.11.2022 18:00 (UTC+1) | HOK Domaljevac | 3:0 (25:17, 25:21, 25:22) | OK Bosna Sarajewo | Sportska dvorana Školskog centra fra Martina Nedića, Orašje Widzów: 800 Sędziowie: Jasmin Husejnović i Rijad Alić |